# Salima Mukansanga
Salima Mukansanga (Rusizi, 25 juli 1988) is een Rwandees voetbalscheidsrechter.
Mukasanga is de eerste vrouwelijke arbiter ooit op een internationaal eindtoernooi voor mannen. Met haar aanstelling als voetbalscheidsrechter op het wereldkampioenschap voetbal van 2022 behoort zij tevens met Stéphanie Frappart en Yoshimi Yamashita tot de eerste drie vrouwen ooit die als scheidsrechter een voetbalwedstrijd mogen leiden op een wereldkampioenschap voetballen voor mannen.

## Levensloop
Salima Mukansanga is geboren en getogen in Rusizi, West Provincie, in Rwanda. Ze heeft een bachelordiploma in Verpleeg- en Vroedkunde van de Universiteit van Gitwe.

### Vroegste ontwikkelingen
Mukansanga wilde aanvankelijk basketbalster worden, maar mede door gebrek aan faciliteiten lukte dat niet en richtte ze zich op het voetbalscheidsrechtersvak. Ze was vijftien toen ze zich voor een scheidsrechterscursus in wilde schrijven, maar ze werd geweigerd op grond van haar leeftijd. Dus leerde ze zelf alle regels en oefende ze bij wedstrijden op de middelbare school. Na haar laatste jaar aldaar haalde ze haar eerste scheidsrechtersdiploma.
Ze floot sindsdien enkele wedstrijden in de Rwandese tweede divisie en tegen eind 2008 floot ze wedstrijden in de vrouwelijke top.

### Internationale carrière
In 2012 werd ze aangesteld als arbiter van het CAF, toen ze wedstrijden leidde als assistent-arbiter. 
In 2014 was ze hoofdscheidsrechter in een internationale kwalificatiewedstrijd voor het CAF kampioenschap voor vrouwen, een partij tussen Zambia en Tanzania.
Ze bereikte het wereldkampioenschap voetbal voor vrouwen van 2019 en de Olympische Zomerspelen van 2020 in Tokio.
In 2022 werd ze de eerste vrouwelijke arbiter ooit op een internationaal eindtoernooi voor mannen door het fluiten van de groepswedstrijd tussen Zimbabwe en Guinee op de Africa Cup voor mannen. Op het wereldkampioenschap voor mannen datzelfde jaar maakte ze haar intrede op het hoogste niveau als vierde scheidsrechter tijdens de groepswedstrijd van Frankrijk tegen Australië.
 Abdulrahman Al-Jassim ·  Iván Barton ·  Chris Beath ·  Raphael Claus ·  Matthew Conger ·  Ismail Elfath ·  Mario Escobar ·  Alireza Faghani ·  Stéphanie Frappart ·  Bakary Gassama ·  Mustapha Ghorbal ·  Victor Gomes ·  István Kovács ·  Danny Makkelie ·  Szymon Marciniak ·  Said Martínez ·  Antonio Mateu Lahoz ·  Andrés Matonte ·  Mohammed Abdulla Mohamed ·  Salima Mukansanga ·  Maguette Ndiaye ·  Ma Ning ·  Michael Oliver ·  Daniele Orsato ·  Kevin Ortega ·  César Arturo Ramos ·  Fernando Rapallini ·  Wilton Pereira Sampaio ·  Daniel Siebert ·  Janny Sikazwe ·  Anthony Taylor ·  Facundo Tello ·  Clément Turpin ·  Jesús Valenzuela ·  Slavko Vinčić ·  Yoshimi Yamashita
Videoscheidsrechters:  Abdulla Al-Marri ·  Julio Bascuñán ·  Pol van Boekel ·  Jérôme Brisard ·  Bastian Dankert ·  Ricardo de Burgos Bengoetxea ·  Shaun Evans ·  Drew Fischer ·  Marco Fritz ·  Nicolás Gallo ·  Leodán González ·  Fernando Guerrero ·  Alejandro Hernández ·  Massimiliano Irrati ·  Redouane Jiyed ·  Tomasz Kwiatkowski ·  Juan Martínez Munuera ·  Benoît Millot ·  Juan Soto ·  Muhammad Taqi ·  Paolo Valeri ·  Mauro Vigliano ·  Armando Villarreal ·  Adil Zourak